# Liz Parnov
Liz Parnov (Moscú, 9 de mayo de 1994) es una atleta rusa nacionalizada australiana especializada en la prueba de salto con pértiga, en la que consiguió ser subcampeona mundial juvenil en 2011.

## Carrera deportiva
En el Campeonato Mundial Juvenil de Atletismo de 2011 ganó la medalla de plata en el salto con pértiga, con un salto por encima de 4.20 metros, siendo superada por la alemana Desiree Singh (oro con 4.25 metros) y por delante de la británica Lucy Bryan (bronce con 4.10 metros).